# 弗朗西斯·佩莱格里
弗朗西斯·佩莱格里（法語：Francis Pelegri，1952年5月6日—），法国男子赛艇运动员。他曾代表法国参加世界赛艇锦标赛，获得三枚金牌，均来自男子轻量级四人单桨无舵手项目。